# Royaume-Uni au Concours Eurovision de la chanson 1971
Le Royaume-Uni a participé au Concours Eurovision de la chanson 1971 à Dublin, en Irlande. C'est la 14e participation du Royaume-Uni au Concours Eurovision de la chanson.
La chanson Jack in the Box chantée par Clodagh Rodgers a été sélectionnée lors d'une finale nationale, dans l’émission A Song for Europe organisée par la BBC.

## A Song for Europe 1971
La finale a eu lieu le 20 février 1971 et présenté par Cliff Richard.

### Finale
- Diffusé sur BBC Television 20 février 1971

| Artiste                                          | Chanson                         | Place |
| ------------------------------------------------ | ------------------------------- | ----- |
| Clodagh Rodgers                                  | Look Left, Look Right           | 5     |
| Clodagh Rodgers                                  | In My World of Beautiful Things | 6     |
| Clodagh Rodgers                                  | Jack in the Box                 | 1     |
| Clodagh Rodgers                                  | Another Time, Another Place     | 4     |
| Clodagh Rodgers                                  | Wind of Change                  | 2     |
| Clodagh Rodgers                                  | Someone to Love Me              | 2     |
| Le tableau suit l'ordre de passage des chansons. |                                 |       |

Jack in the Box a remporté la finale nationale et a terminé quatrième du concours.

## À l'Eurovision
Le Royaume-Uni était le 9e pays lors de la soirée du concours, après le Luxembourg est avant la Belgique. À l'issue du vote, le Royaume-Uni a reçu 98 points, se classant 4e sur 18 pays. Il faudrait attendre jusqu'en 1978 pour que le Royaume-Uni ne termine pas dans la première moitié du tableau.

### Points attribués au Royaume-Uni
| 10 points                      | 9 points                | 8 points                             | 7 points             | 6 points                                    |
| ------------------------------ | ----------------------- | ------------------------------------ | -------------------- | ------------------------------------------- |
|                                |                         | - Malte - Monaco - France - Belgique | - Irlande - Portugal | - Suisse - Yougoslavie - Finlande - Norvège |
| 5 points                       | 4 points                | 3 points                             | 2 points             | 1 point                                     |
| - Allemagne - Suède - Pays-Bas | - Autriche - Luxembourg | - Italie                             | - Espagne            |                                             |

### Points attribués par le Royaume-Uni
| 10 points | Finlande                                                     |
| 9 points  |                                                              |
| 8 points  | Monaco                                                       |
| 7 points  | Espagne Norvège                                              |
| 6 points  | Suisse Allemagne Belgique Italie Irlande Luxembourg Portugal |
| 5 points  | France Suède Pays-Bas                                        |
| 4 points  |                                                              |
| 3 points  | Autriche Malte Yougoslavie                                   |
| 2 points  |                                                              |